# Toshio Furukawa
Toshio Furukawa (古川 登志夫 Furukawa Toshio?,  Ōhira, Prefectura de Tochigi, 16 de julio de 1946) es un actor, seiyū y narrador japonés, afiliado a Aoni Production. Algunos de sus roles más destacados incluyen el de Ataru Moroboshi en Urusei Yatsura, Kai Shiden en Mobile Suit Gundam, Shin en Fist of the North Star, Asuma Shinohara en Mobile Police Patlabor, Piccolo en Dragon Ball Z, GT y Super, Portgas D. Ace en One Piece y Hantengu en Kimetsu no Yaiba. Está casado con la también actriz de voz Shino Kakinuma, con quien contrajo matrimonio en 1991.
Actuó en la banda Slapstick (スラップスティック) con Tōru Furuya, Kazuyuki Sogabe, Yūji Mitsuya y Akio Nojima. En 2007, Slapstick se reunió para rendir homenaje a los exmiembros de la banda, Hirotaka Suzuoki y Kazuyuki Sogabe (guitarra).

## Vida personal
Furukawa tiene una mascota, un perro llamado Asuma (遊馬?), un Shih Tzu que lleva el nombre de Asuma Shinohara de Patlabor. Su antigua mascota era Ataru (あたる), que llevaba el nombre de Ataru Moroboshi de Urusei Yatsura. Ataru murió en 2008 a los quince años y también era un Shih Tzu. Se realizaron páginas de tributo para ambas mascotas.

## Filmografía

### Anime
- Agatha Christie's Great Detectives Poirot and Marple (Charles)
- Aoki Densetsu Shoot! (Yoshiharu Kubo)
- Anmitsu Hime (Dracula Jr.)
- Arrow Emblem Grand Prix no taka (Hans Rosen)
- Ashita no Joe 2 (Chico Steinboard)
- Attack on Titan (Uri Reiss)
- The Law of Ueki (Mūnin)
- The Big O (Eugene Grant)
- The Kabocha Wine (Shunsuke Aoba)
- Bleach (Kageroza Inaba)
- Cyborg 009 (Revan, Brahma, Philip, Victor, (1979))
- Dokaben (Keiichi Nagisa)
- Digimon Xros Wars: Toki wo Kakeru Shōnen Hunter-tachi (Padre de Nene)
- Entaku no Kishi Monogatari Moero Arthur (Pellinore)
- Kikou Kantai Dairugger XV (Manabu)
- Patlabor (Asuma Shinohara)
- Mobile Suit Gundam (Kai Shiden)
- Mobile Suit Zeta Gundam (Kai Shiden)
- Invincible Super Man Zambot 3 (Shingo Kazuki)
- Magne Robo Gakeen (Takeru Hojo)
- Kimetsu no Yaiba (Hantengu)
- Kindaichi Case Files (Hiroaki Sakurada)
- Kinnikuman Nisei Series (Suguru Kinniku)
- Eureka Seven (William B. Baxter)
- Combat Mecha Xabungle (Blume)
- Cutie Honey Flash (Alphonne)
- Detective Conan (Misao Yamamura)
- Dr. Slump and Arale-chan (Tarou Soramame, Sol, Narración, etc.)
- Dragon Ball (General Blue, Piccolo)
- Dragon Ball Z (Piccolo)
- Dragon Ball GT (Piccolo, Anunciador)
- Dragon Ball Kai (Piccolo)
- Dragon Ball Super (Piccolo)
- Akuma-kun (Mephisto Jr.)
- Sailor Moon S (Shun Hayase)
- Sailor Moon Super S (Ojo de Águila)
- Saint Seiya Omega (Kazuma de Southern Cross)
- Samurai Champloo (Kagemaru)
- Beet the Vandel Buster (Laio, Frausky)
- Galaxy Express 999 (Bishoujo, Ikari, Restel, Wester, Hansa, Dam, Maindendro)
- GeGeGe no Kitaro (Aobōzu (2007), Nezumi-Otoko (2018))
- Hokuto no Ken (Shin)
- Hunter × Hunter (Satotz (2011))
- xxxHolic and Tsubasa: Reservoir Chronicle (Gitsune)
- Shinzō (Desukurou)
- SF Saiyuki Starzinger (Reed, Brad)
- Kamen no Ninja Akakage (Akakage)
- Maison Ikkoku (Sakamoto)
- Wakusei Robo Danguard Ace (Hideto Oboshi)
- Oda Cinnamon Nobunaga (Date "Boo" Masamune)
- One Piece (Portgas D. Ace)
- Pluto (Profesor Hiroshi Ochanomizu)
- Pop Team Epic (Popuko (Episodio 2-B))
- Sargento Keroro (Kagege)
- Shirokuma Cafe (Canguro de Árbol)
- Soul Eater (Asura)
- Space Battleship Yamato III (Takeshi Ageha)
- Space Dandy (Ukuleleman)
- Urusei Yatsura (Ataru Moroboshi (1981), Padre de Ataru (2022))
- Ushio to Tora (Yamanmoto)
- World Trigger (Enedora)
- Yattodetaman (Hikaru Genji)

### OVA
- Saint Seiya: Hades Elysion (Thanatos)
- Appleseed (Calon)
- Urusei Yatsura series (Ataru Moroboshi)
- Legend of the Galactic Heroes (Olivier Poplin)
- Bubblegum Crisis (Leon McNichol)
- Lupin III: La trama del clan Fuma (Arsène Lupin III)

### Películas de anime
- Patlabor: la película (Asuma Shinohara).
- Patlabor 2: la película (Asuma Shinohara).
- Saint Seiya: Shinku no shōnen densetsu (Belenike de Coma).
- Dragon Ball Z: la batalla de los dioses (Piccolo).
- Películas de Urusei Yatsura (Ataru Moroboshi).
- Películas de Mobile Suit Gundam (Kai Shiden).
- Slam Dunk: Shōhoku Saidai no Kiki! Moero Sakuragi Hanamichi (Michael Okita).
- Metropolis (Skunk)
- Fullmetal Alchemist: Conquistador de Shamballa (Eric).
- Shingeki no Kyojin ~ Kakusei no Hōkō  (Uri Reiss)
- Doraemon: Nobita in the Wan-Nyan Spacetime Odyssey (Nyago)
- Dragon Ball Z: Fukkatsu no F (Piccolo)
- Dragon Ball Super: Broly (Piccolo)
- Dragon Ball Super: Super Hero (Piccolo)

### Videojuegos
- Serie de Dead or Alive (Jann Lee)
- Namco x Capcom (Taizo Hori, Joka)
- Mr. Driller (Taizo Hori, Ataru Hori)
- Hot Shots Golf series (John)
- Metal Gear Solid: Portable Ops (Joven Roy Campbell)
- Kinnikuman Generations (Suguru Kinniku)
- Serie de Dragon Ball (Piccolo)
- Battle Stadium D.O.N. (Piccolo)
- Jump Force (Piccolo)
- Project × Zone (Eins Belanos)
- Everybody's Tennis (Kaito)

### Doblaje
- CHiPs (Ponch)
- Monty Python (Terry Gilliam)
- Little House on the Prairie (Almanzo Wilder)
- The Three Caballeros (1994 ver.) (Panchito Pistoles)
- Back to the Future (George McFly)
- Independence Day (U.S. Presidente Thomas J. Whitmore)
- Robots (Herb Copperbottom)

### CD Dramas
- Tokusō Sentai Dekaranger (Narrador)